# Deutsch-Griffen
Pour les articles homonymes, voir Griffen (homonymie).
Deutsch-Griffen est une commune autrichienne du district de Sankt Veit an der Glan en Carinthie.